# Ben Browder
Robert Benedict Browder (Memphis, 1962. december 11. –) amerikai színész, filmrendező és forgatókönyvíró.
Leginkább a Csillagközi szökevények és a Csillagkapu című sci-fi sorozatokból, illetve a hozzájuk kapcsolódó televíziós folytatásokból ismert.

## Fiatalkora
A Tennessee állambeli Memphisben született 1962. december 11-én. Az észak-karolinai Charlotte-ban nevelkedett, szülei NASCAR versenyzők, illetve üzemeltetők voltak. A greenville-i Furman Egyetemen végzett. Színészi tanulmányait a School of Speech and Drama tanintézményben folytatta Londonban.

## Pályafutása
Eleinte olyan sorozatokban tűnt fel vendégszerepben, mint a Melrose Place és a Gyilkos sorok. Ő alakította Samet, Neve Campbell barátját a FOX Ötösfogat című sorozatában. Számos tévéfilmben szerepelt. A sci-fi rajongók számára először a Csillagközi szökevények című sorozatból lett ismerős. A 20. századi amerikai űrhajóst, John Crichtont játszotta 1999–2003 között, aki egy féregjáraton keresztül a világegyetem másik szélére kerül. A szerepet a 2004-es Csillagközi szökevények: Harc a békéért című tévéfilmben is megismételte. A sorozattal és a filmmel egy-egy Szaturnusz-díjat nyert, mint legjobb televíziós színész.
2005 és 2007 között Cameron Mitchell szerepében tűnt fel a Csillagkapu sci-fi-sorozatban. Érdekesség, hogy a Harc a békéért tévéfilm forgatása miatt lecsúszott a Csillagkapu: Atlantisz főszerepéről, pedig a producerek kezdetben neki szánták John Sheppard szerepét.
Számos színházi darabban is szerepet kapott, köztük A velencei kalmár színpadi változatában, melyben Dustin Hoffman volt a főszereplő. Filmrendezőként 2017-ben debütált a Bad Kids of Crestview Academy című akcióvígjátékkal.

## Magánélete
Londoni tanulmányai közben ismerte meg későbbi feleségét és Csillagközi szökevények-beli színésztársát, Francesca Bullert. A színésznő Akhna minisztert formálta meg a sorozatban.

## Filmográfia

### Film
| Év   | Magyar cím                     | Eredeti cím                    | Szerep                     | Magyar hang    |
| ---- | ------------------------------ | ------------------------------ | -------------------------- | -------------- |
| 1978 |                                | Duncan's World                 | Gates                      |                |
| 1990 |                                | Memphis Belle                  | újonc százados             |                |
| 1991 | Halálcsók                      | A Kiss Before Dying            | Tommy Roussell             |                |
| 1997 | Nevada                         | Nevada                         | Shelby                     | Maday Gábor    |
| 1998 | Boogie Boy                     | Boogie Boy                     | Freddy                     | Németh Kristóf |
| 2004 | Nicsak, ki gyilkol most?       | A Killer Within                | Sam Moss                   |                |
| 2008 | Csillagkapu: Az igazság ládája | Stargate: The Ark of Truth     | Cameron Mitchell alezredes | Bozsó Péter    |
| 2008 | Csillagkapu: Continuum         | Stargate: Continuum            | Cameron Mitchell ezredes   | Bozsó Péter    |
| 2008 | Csillagkapu: Continuum         | Stargate: Continuum            | Achilles hajó kapitánya    | Pálfai Péter   |
| 2012 |                                | Bad Kids Go to Hell            | Max                        |                |
| 2014 |                                | The Adventures of RoboRex      | Robert Miller              |                |
| 2014 |                                | Dead Still                     | Brandon Davis              |                |
| 2016 | Angyalok és banditák           | Outlaws and Angels             | George Tildon              | Mertz Tibor    |
| 2017 |                                | Bad Kids of Crestview Academy  | Max                        |                |
| 2017 | A galaxis őrzői vol. 2.        | Guardians of the Galaxy Vol. 2 | szuverén admirális         | Király Adrián  |
| 2018 |                                | God Bless the Broken Road      | Price őrmester             |                |
| 2019 |                                | Hoax                           | Rick Paxton                |                |
| 2019 |                                | Being                          | Dixon ügynök               |                |
| 2021 |                                | Iké Boys                       | Wayne Gunderson            |                |

### Televízió
| Év        | Magyar cím                              | Eredeti cím                                         | Szerep                     | Megjegyzések                                 |
| --------- | --------------------------------------- | --------------------------------------------------- | -------------------------- | -------------------------------------------- |
| 1991      |                                         | Daughters of Privilege                              | Randy                      | tévéfilm                                     |
| 1992      |                                         | The Boys of Twilight                                | Tyler Clare                | 5 epizód                                     |
| 1992      | Danielle Steel: Titkok                  | Secrets                                             | Bill Warwick               | - tévéfilm - magyar hangja: - Kautzky Armand |
| 1993      |                                         | Grace Under Fire                                    | Eric                       | 1 epizód                                     |
| 1994      | Melrose Place                           | Melrose Place                                       | Adam                       | 1 epizód                                     |
| 1994      |                                         | Thunder Alley                                       | Marcus                     | 1 epizód                                     |
| 1994      | Gyilkos sorok                           | Murder, She Wrote                                   | Ollie Rudman               | 1 epizód                                     |
| 1995      |                                         | Big Dreams and Broken Hearts: The Dottie West Story | Al Winters                 | tévéfilm                                     |
| 1996      |                                         | Innocent Victims                                    | Gary Eatburn               | tévéfilm                                     |
| 1996      |                                         | Strangers                                           | Eric                       | 1 epizód                                     |
| 1996–1997 | Ötösfogat                               | Party of Five                                       | Sam Brody                  | 10 epizód                                    |
| 1997      |                                         | Steel Chariots                                      | D.J. Tucker                | tévéfilm                                     |
| 1997      |                                         | Bad to the Bone                                     | Brent                      | tévéfilm                                     |
| 1998      | Lángoló égbolt                          | The Sky's on Fire                                   | versenyző                  | tévéfilm                                     |
| 1999–2003 | Csillagközi szökevények                 | Farscape                                            | John Crichton              | 88 epizód                                    |
| 2003      | CSI: Miami helyszínelők                 | CSI: Miami                                          | Danny Maxwell              | 1 epizód                                     |
| 2004      | Csillagközi szökevények: Harc a békéért | Farscape: The Peacekeeper Wars                      | John Crichton              | tévéfilm                                     |
| 2005      | Az igazság ligája: Határok nélkül       | Justice League Unlimited                            | Bat Lash (hangja)          | 1 epizód                                     |
| 2005–2007 | Csillagkapu                             | Stargate SG-1                                       | Cameron Mitchell alezredes | 40 epizód                                    |
| 2012      | Chuck                                   | Chuck                                               | Ron                        | 1 epizód                                     |
| 2012      | Ki vagy, doki?                          | Doctor Who                                          | Isaac                      | 1 epizód                                     |
| 2013–2014 | A zöld íjász                            | Arrow                                               | Ted Gaynor                 | 2 epizód                                     |
| 2014      | CSI: A helyszínelők                     | CSI: Crime Scene Investigation                      | Randy Pruitt               | 1 epizód                                     |
| 2018      | Gyilkos elmék                           | Criminal Minds                                      | Steve Gaines rendőrfőnök   | 1 epizód                                     |
| 2020      | Bírónő, kérem!                          | All Rise                                            | Ephraim Bowles             | 1 epizód                                     |
| 2020      | S.W.A.T. – Különleges egység            | S.W.A.T.                                            | Tim Davis őrmester         | 1 epizód                                     |
| 2022      | Walker                                  | Walker                                              | Nate Smith                 | 2 epizód                                     |
| 2023      | 19-es körzet                            | Station 19                                          | tűzoltó kapitány           | 1 epizód                                     |
| 2024      | Az olajügynök                           | Landman                                             | Ivey ezredes               | 3 epizód                                     |

## Fordítás
- Ez a szócikk részben vagy egészben  a   Ben Browder című angol Wikipédia-szócikk ezen változatának fordításán alapul.  Az eredeti cikk szerkesztőit annak laptörténete sorolja fel. Ez a jelzés csupán a megfogalmazás eredetét és a szerzői jogokat jelzi, nem szolgál a cikkben szereplő információk forrásmegjelöléseként.